# Rue de Sébastopol (Toulouse)
Pour les articles homonymes, voir Rue de Sébastopol.
La rue de Sébastopol (en occitan : carrièra de Sebastòple) est une voie de Toulouse, chef-lieu de la région Occitanie, dans le Midi de la France.

## Situation et accès

### Description
La rue de Sébastopol est une voie publique. Elle traverse le quartier de Compans-Caffarelli.
Elle naît perpendiculairement au boulevard Lascrosses. Longue de 414 mètres, rectiligne et large de 24 mètres, elle est orientée au nord-ouest. Elle reçoit, à gauche, l'impasse de Sébastopol, puis la rue Pierre-Salies, et donne naissance à droite à plusieurs voies desservant la zone d'aménagement concerté de Compans-Caffarelli : le cheminement André-Malraux et le cheminement Henri-Bosco, qui aboutissent tous deux à la place de l'Europe, la place Alfonse-Jourdain, la rue Alaric-II, et enfin la rue Ritay. La rue de Sébastopol se termine au carrefour du boulevard de la Marquette, qui longe le canal du Midi.
La chaussée compte une voie de circulation automobile dans chaque sens. Elle appartient à une zone 30 et la vitesse y est limitée à 30 km/h. Il n'existe pas de bande, ni de piste cyclable.

### Voies rencontrées
La rue de Sébastopol rencontre les voies suivantes, dans l'ordre des numéros croissants (« g » indique que la rue se situe à gauche, « d » à droite) :
1. Boulevard Lascrosses
2. Cheminement André-Malraux (d)
3. Impasse de Sébastopol (g)
4. Rue Pierre-Salies (g)
5. Cheminement Henri-Bosco (d)
6. Place Alfonse-Jourdain (d)
7. Rue Alaric-II (d)
8. Rue Ritay (d)
9. Boulevard de la Marquette

### Transports
La rue de Sébastopol n'est pas directement desservie par les transports en commun. Elle débouche cependant, au nord, sur le boulevard de la Marquette, où se trouvent les arrêts des lignes de bus 1570. Au sud, le boulevard Lascrosses est parcouru par les lignes de Linéo L1L14 et de bus 4563. Enfin, les stations de métro les plus proches sont les stations Canal-du-Midi et Compans-Caffarelli, sur la ligne .
La rue de Sébastopol abrite par ailleurs deux stations de vélos en libre-service VélôToulouse : les stations no 107 (1 rue de Sébastopol) et no 108 (40 rue de Sébastopol).

## Odonymie
En 1845, lorsqu'elle est aménagée, la rue de Sébastopol est une partie du chemin qui longe la barrière de l'octroi : aussi est-elle désignée comme le chemin de ronde de Las Crosses. Au Moyen Âge, le territoire de las Croses ou de las Cròsas se trouvait hors des remparts du bourg Saint-Sernin, face à la porte du même nom (emplacement de l'actuel no 17 rue Lascrosses). Pour l'historien toulousain Bertrand Lavigne, le nom lui en venait du cimetière principal du bourg Saint-Sernin, qui se trouvait hors-les-murs (emplacement de l'esplanade Compans-Caffarelli) et qu'on désignait ainsi à cause des croix placées sur les tombes (en occitan : crotz, croses au pluriel). L'hypothèse est rejetée par Pierre Salies, qui relie ce nom à des « creux » (en occitan : cròs, cròsas au pluriel), qui désignaient des fondrières et des terrains ravinés.
En 1866, le chemin de ronde de Las Crosses est renommé en hommage à Adolphe Niel (1802-1869). Né à Muret, élève à l'École polytechnique, il mène une carrière d'officier dans le génie. Proche de Napoléon III, il est aide de camp de l'empereur de 1855 à 1860. Il participe à la guerre de Crimée, puis à la campagne d'Italie. Maréchal de France en 1859, il est ministre de la Guerre l'année suivante.
Finalement, en 1878, la rue est renommée en commémoration du siège de Sébastopol, mené entre octobre 1854 et septembre 1855 par les armées alliées franco-britanniques contre les forces russes lors de la guerre de Crimée. D'ailleurs, le 14e régiment d'infanterie, caserné à Toulouse, s'y était illustré.

## Patrimoine et lieux d'intérêt

### Caserne Compans
La caserne Compans est construite au milieu du XIXe siècle pour accueillir le 23e régiment d'artillerie, dans un style représentatif des casernes militaires de cette période. Elle est démolie à partir de 1981, dans le cadre de la réalisation de la nouvelle zone d'aménagement concerté de Compans-Caffarelli. Seul un bâtiment de la caserne Compans est conservé, afin d'héberger différents services de la ville de Toulouse, dont les directions municipales de la Petite Enfance, de l'Éducation, et de l'Enfance et Loisirs. En 2019, le bâtiment est vendu à un promoteur immobilier, Icade. Entre 2020 et 2023, il est profondément transformé, sur les plans de l'agence d'architectes Kardham Architecture, et sa structure intérieure largement altérée pour être transformé en résidence hôtelière, The Social Hub.
Le bâtiment, de forme rectangulaire, est bâti en brique claire. Il développe sur la rue de Sébastopol une longue façade 21 travées. Les niveaux sont séparés par des cordons de brique, qui passaient au niveau des appuis des hautes fenêtres rectangulaires – cependant, la création d'un niveau supplémentaire a transformé la forme et la hauteur des fenêtres. Les élévations étaient couronnées par une large corniche moulurée. L'ancien niveau de comble, éclairé de lucarnes, a été réaménagé afin de permettre une surélévation sur deux niveaux.

### Immeubles
- no  3-5 : immeubles.

- no  7-9 : Le Pyrite.
Le Pyrite est un immeuble de bureau, construit entre 1989 et 1991. En 2015, l'immeuble devient la propriété de Habitat Toulouse, l'office public de l'habitat de Toulouse, qui souhaite y installer son siège social[9]. Il est, entre 2016 et 2018, profondément réaménagé par l'agence Taillandier Architectes Associés (TAA)[10]. 
L'immeuble possède une architecture postmoderne monumentale, mettant en valeur des volumes massifs et largement vitrés, remise en valeur lors de la rénovation. Les façades mur-rideau mêlent vitrage et menuiseries en aluminium poli brillant. Le 9e étage, où sont regroupés les équipements techniques du bâtiment, est le résultat d'une surélévation. Elle utilise une ossature métallique légère, limitant les charges ajoutées au bâtiment. La toiture en sheds permet de capter la lumière du nord, tandis que la face sud est équipée de panneaux photovoltaïques.